# Liste der Baudenkmäler in Haibach (Niederbayern)

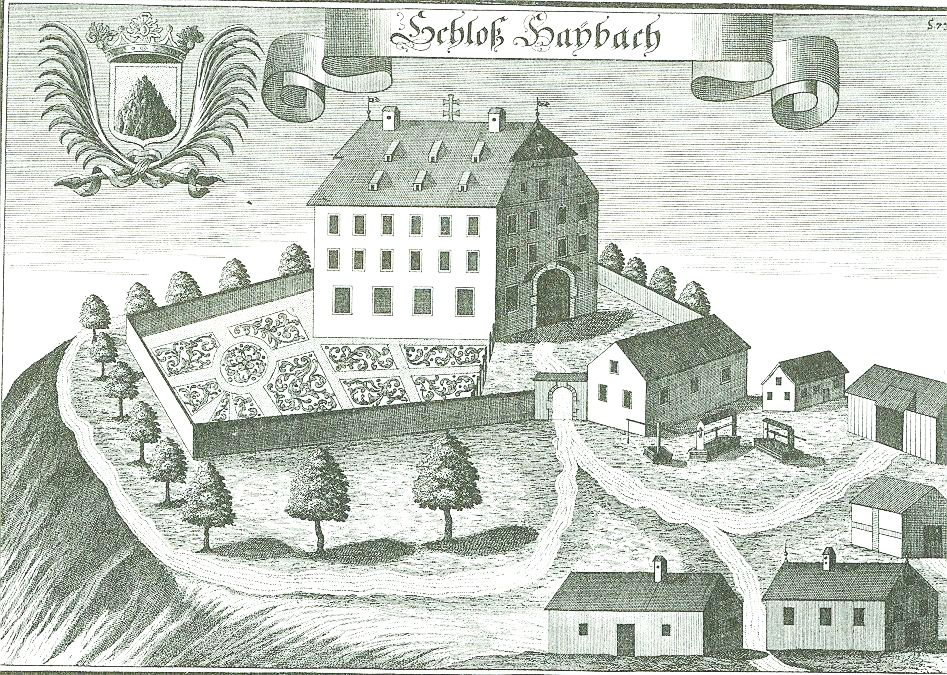
Wening: Haibacher Schloss

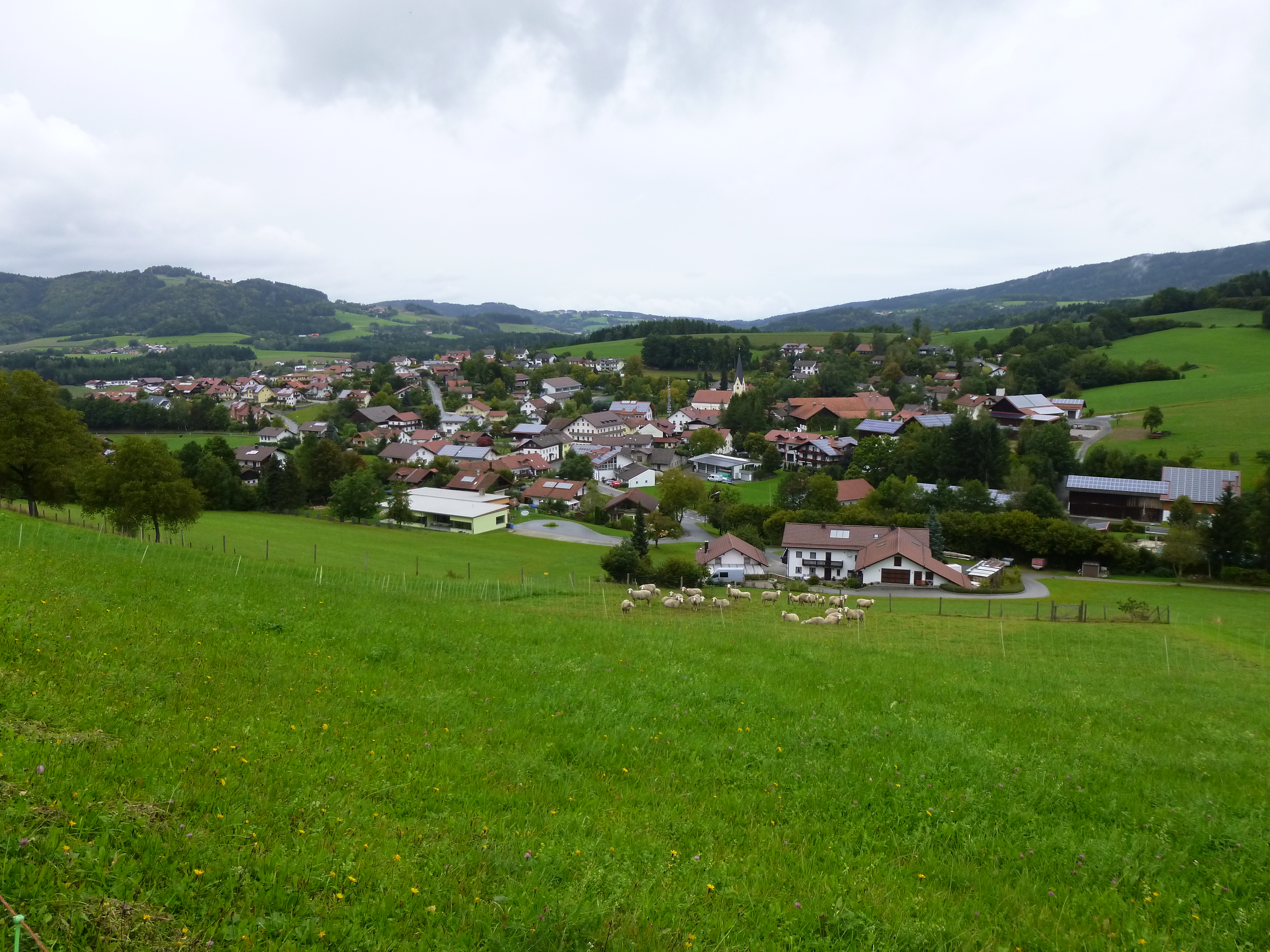
Blick auf Haibach

Auf dieser Seite sind die Baudenkmäler in der niederbayerischen Gemeinde Haibach zusammengestellt. Diese Tabelle ist eine Teilliste der Liste der Baudenkmäler in Bayern. Grundlage ist die Bayerische Denkmalliste, die auf Basis des Bayerischen Denkmalschutzgesetzes vom 1. Oktober 1973 erstmals erstellt wurde und seither durch das Bayerische Landesamt für Denkmalpflege geführt wird. Die folgenden Angaben ersetzen nicht die rechtsverbindliche Auskunft der Denkmalschutzbehörde.

## Baudenkmäler nach Ortsteilen

### Haibach
| Lage                            | Objekt                                    | Beschreibung | Akten-Nr.             | Bild           |
| ------------------------------- | ----------------------------------------- | --- | --------------------- | -------------- |
| Dorfplatz 12 (Standort)         | Katholische Pfarrkirche St. Laurentius    | Turm Ende 13. Jahrhundert, Chor im Kern frühgotisch, Ende 17. Jahrhundert erweitert, Langhaus und Sakristei 1871; mit Ausstattung | D-2-78-129-1 Wikidata | weitere Bilder |
| Laurentiusweg 2 (Standort)      | Katholische Friedhofskapelle St. Salvator | Um 1700; mit Ausstattung | D-2-78-129-2 Wikidata | weitere Bilder |
| Steinfurter Straße 7 (Standort) | Waldlerhaus                               | Mit Blockbau-Oberteil, erste Hälfte 19. Jahrhundert                                                                               | D-2-78-129-3 Wikidata | Waldlerhaus    |

### Birka
| Lage                | Objekt      | Beschreibung | Akten-Nr.             | Bild |
| ------------------- | ----------- | --- | --------------------- | ---- |
| Birka 4 (Standort)  | Traidkasten | Blockbau über massivem Erdgeschoss, noch 18. Jahrhundert Ausnahmshaus, zweigeschossiger Blockbau, Mitte 19. Jahrhundert; zugehörig zu Dreiseithof | D-2-78-129-6 Wikidata | BW   |
| In Birka (Standort) | Kapelle     | Bezeichnet mit 1847; mit Ausstattung und Totenbrettern                                                                                            | D-2-78-129-7 Wikidata | BW   |

### Buchet
| Lage                 | Objekt        | Beschreibung                                                                     | Akten-Nr.              | Bild |
| -------------------- | ------------- | -------------------------------------------------------------------------------- | ---------------------- | ---- |
| Buchet 7 (Standort)  | Wohnstallhaus | Mit Blockbau-Oberteil,im Kern 18. Jahrhundert, Dach später                       | D-2-78-129-10 Wikidata | BW   |
| Buchet 9 (Standort)  | Waldlerhaus   | Mit verbrettertem Giebelschrot und Blockbau-Oberteil, 1. Drittel 19. Jahrhundert | D-2-78-129-9           | BW   |
| Buchet 10 (Standort) | Wohnstallhaus | Mit Blockbau-Obergeschoss, 2. Viertel 19. Jahrhundert, Dach später               | D-2-78-129-8 Wikidata  | BW   |

### Eben
| Lage              | Objekt                 | Beschreibung                                              | Akten-Nr.              | Bild |
| ----------------- | ---------------------- | --------------------------------------------------------- | ---------------------- | ---- |
| Eben 1 (Standort) | Wohnstallhaus          | Obergeschoss-Blockbau, Dach später, Mitte 19. Jahrhundert | D-2-78-129-11 Wikidata | BW   |
| Eben 1 (Standort) | Kapelle beim Einzelhof | 1. Drittel 19. Jahrhundert; mit Ausstattung               | D-2-78-129-12 Wikidata | BW   |

### Ehren
| Lage                                         | Objekt     | Beschreibung              | Akten-Nr.              | Bild       |
| -------------------------------------------- | ---------- | ------------------------- | ---------------------- | ---------- |
| an der Straße nach Elisabethszell (Standort) | Wegkapelle | 1. Hälfte 19. Jahrhundert | D-2-78-129-14 Wikidata | Wegkapelle |

### Elisabethszell
| Lage                           | Objekt                                | Beschreibung | Akten-Nr.              | Bild                     |
| ------------------------------ | ------------------------------------- | --- | ---------------------- | ------------------------ |
| Azoplatz 7 (Standort)          | Gebäude mit Obergeschoss              | Zum Teil in verputztem Blockbau, 18./19. Jahrhundert | D-2-78-129-20 Wikidata | Gebäude mit Obergeschoss |
| Hadriwastraße 2 (Standort)     | Ehemalige Mühle                       | Zweigeschossiger Satteldachbau mit Blockbaugiebeln und Brettbalusterschrot, Türsturz bezeichnet mit 1865, Mühlenausstattung und Wasserrad gleichzeitig Scheune mit gemauertem Schweinestall und Backofen, wohl noch 18. Jahrhundert Zugehörig Stadel, Ständerbohlenbau auf Blockbausockel, bezeichnet mit 1792 | D-2-78-129-19 Wikidata | BW                       |
| Haibacher Straße 4 (Standort)  | Zweifirsthof                          | Wohnstallhaus mit Blockbau-Obergeschoss, zweites Viertel 19. Jahrhundert Zugehöriger Stadel, bezeichnet mit 1771, wiedererrichtet 1870 | D-2-78-129-17 Wikidata | BW                       |
| Kirchplatz 1 (Standort)        | Katholische Pfarrkirche St. Elisabeth | 1834/37; mit Ausstattung | D-2-78-129-15 Wikidata | weitere Bilder           |
| Kirchplatz 4 (Standort)        | Gasthaus                              | Obergeschoss-Blockbau mit Giebelschrot, Türsturz, Granit, bezeichnet mit 1856 | D-2-78-129-16 Wikidata | Gasthaus                 |
| Veit-Höser-Straße 9 (Standort) | Einfirsthof                           | Mit Blockbau-Obergeschoss, Mitte 19. Jahrhundert, Dach später | D-2-78-129-23 Wikidata | BW                       |

### Glasberg
| Lage                  | Objekt          | Beschreibung                                                                    | Akten-Nr.              | Bild |
| --------------------- | --------------- | ------------------------------------------------------------------------------- | ---------------------- | ---- |
| Glasberg 1 (Standort) | Kleinbauernhaus | Eineinhalbgeschossiger, zum Teil offener Blockbau, erste Hälfte 19. Jahrhundert | D-2-78-129-24 Wikidata | BW   |
| Glasberg 2 (Standort) | Kleinbauernhaus | Zweigeschossig offener Blockbau, erste Hälfte 19. Jahrhundert                   | D-2-78-129-25 Wikidata | BW   |

### Hartmannsgrub
| Lage                       | Objekt    | Beschreibung                                          | Akten-Nr.              | Bild |
| -------------------------- | --------- | ----------------------------------------------------- | ---------------------- | ---- |
| Hartmannsgrub 1 (Standort) | Einzelhof | Zweigeschossiger Blockbau, nach Mitte 19. Jahrhundert | D-2-78-129-26 Wikidata | BW   |

### Hiening
| Lage                        | Objekt                  | Beschreibung | Akten-Nr.              | Bild     |
| --------------------------- | ----------------------- | --- | ---------------------- | -------- |
| Hiening 7 (Standort)        | Waldlerhaus             | Kleiner verputzter Blockbau mit Giebelschrot und weit ausladendem Flachsatteldach über kräftigen Balkenköpfen, Mitte 17. Jahrhundert | D-2-78-129-69          | BW       |
| Hiening 8 (Standort)        | Zugehöriger Traidkasten | Erdgeschoss als Gewölbekeller, mit Blockbauobergeschoss und Flachsatteldach, bezeichnet mit 1710. | D-2-78-129-30 Wikidata | BW       |
| Hiening 10 (Standort)       | Hakenhof                | Waldlerhaus mit hakenförmig anschließenden Scheunengebäuden. Wohnstallhaus mit flach geneigtem Satteldach, Erdgeschoss verputztes Bruchsteinmauerwerk, mit Blockbaukniestock und verschaltem Giebel, Türsturz bezeichnet mit 1797 (auch dendrochronologisch datiert); Scheunen, Anfang 20. Jahrhundert | D-2-78-129-29 Wikidata | Hakenhof |
| alte Haus-Nr. 92 (Standort) | Bauernhaus              | Mit Blockbau-Obergeschoss, 18./19. Jahrhundert | D-2-78-129-31          | ·        |

### Hofberg
| Lage                 | Objekt              | Beschreibung | Akten-Nr.              | Bild           |
| -------------------- | ------------------- | --- | ---------------------- | -------------- |
| Hofberg 1 (Standort) | Ehemalige Höhenburg | Reste der Umfassungsmauer und des Wohnbaus, 16./18. Jahrhundert Östlich Stallbau aus Bruchsteinmauerwerk, 18. Jahrhundert, mit Torpfeiler | D-2-78-129-32 Wikidata | weitere Bilder |

### Irschenbach
| Lage                      | Objekt                       | Beschreibung                                                | Akten-Nr.              | Bild |
| ------------------------- | ---------------------------- | ----------------------------------------------------------- | ---------------------- | ---- |
| Irschenbach 35 (Standort) | Hierzu stattliches Nebenhaus | Mit Blockbau-Obergeschoss, 18./19. Jahrhundert, Dach später | D-2-78-129-33 Wikidata | BW   |

### Kufhäusern
| Lage                      | Objekt          | Beschreibung                                     | Akten-Nr.              | Bild |
| ------------------------- | --------------- | ------------------------------------------------ | ---------------------- | ---- |
| Kufhäusern 3 a (Standort) | Kleinbauernhaus | Mit Blockbau-Oberteil, 1. Hälfte 19. Jahrhundert | D-2-78-129-34 Wikidata | BW   |

### Landasberg
| Lage                     | Objekt                                           | Beschreibung                                                                  | Akten-Nr.              | Bild           |
| ------------------------ | ------------------------------------------------ | ----------------------------------------------------------------------------- | ---------------------- | -------------- |
| Landasberg 6 (Standort)  | Hakenhof                                         | Mit Blockbau-Obergeschoss, im Kern 18. Jahrhundert, Dach Ende 19. Jahrhundert | D-2-78-129-37 Wikidata | BW             |
| In Landasberg (Standort) | Katholische Filialkirche St. Johannes der Täufer | Langhaus 12. Jahrhundert, Chor 17. Jahrhundert; mit Ausstattung               | D-2-78-129-35 Wikidata | weitere Bilder |

### Loidershof
| Lage                       | Objekt    | Beschreibung                                                                | Akten-Nr.              | Bild |
| -------------------------- | --------- | --------------------------------------------------------------------------- | ---------------------- | ---- |
| Loidershof 3, 4 (Standort) | Einzelhof | Obergeschoss getünchter Blockbau mit Flachdach, 2. Viertel 19. Jahrhundert. | D-2-78-129-39 Wikidata | BW   |

### Pillersberg
| Lage                     | Objekt                  | Beschreibung                                                 | Akten-Nr.              | Bild                    |
| ------------------------ | ----------------------- | ------------------------------------------------------------ | ---------------------- | ----------------------- |
| Pillersberg 2 (Standort) | Einfirsthof in Blockbau | 1. Drittel 19. Jahrhundert                                   | D-2-78-129-41 Wikidata | Einfirsthof in Blockbau |
| Pillersberg 8 (Standort) | Einzelhof               | Blockbau, zweigeschossig, Mitte 19. Jahrhundert, Dach später | D-2-78-129-43 Wikidata | BW                      |

### Radmoos
| Lage                    | Objekt          | Beschreibung                                                      | Akten-Nr.              | Bild            |
| ----------------------- | --------------- | ----------------------------------------------------------------- | ---------------------- | --------------- |
| Radmoos 28 (Standort)   | Kleinbauernhaus | Zum Teil verschalter Obergeschoss-Blockbau, Mitte 19. Jahrhundert | D-2-78-129-45 Wikidata | Kleinbauernhaus |
| Nähe Radmoos (Standort) | Wegkapelle      | 1889; mit Ausstattung                                             | D-2-78-129-46 Wikidata | Wegkapelle      |

### Ratzing
| Lage                 | Objekt                                   | Beschreibung                                                 | Akten-Nr.              | Bild                                |
| -------------------- | ---------------------------------------- | ------------------------------------------------------------ | ---------------------- | ----------------------------------- |
| Ratzing 2 (Standort) | Wohnstallhaus                            | Mit Blockbau-Obergeschoss, 18./19. Jahrhundert, Dach später  | D-2-78-129-48 Wikidata | BW                                  |
| Ratzing 4 (Standort) | Großes Wohnstallhaus eines Dreiseithofes | Mit Blockbau-Obergeschoss, 18. /19. Jahrhundert, Dach später | D-2-78-129-49 Wikidata | BW                                  |
| Ratzing 6 (Standort) | Zugehöriger Traidkasten in Blockbau      | Anfang 19. Jahrhundert                                       | D-2-78-129-50 Wikidata | Zugehöriger Traidkasten in Blockbau |
| Ratzing 6 (Standort) | Ortskapelle                              | 1. Drittel 19. Jahrhundert                                   | D-2-78-129-47 Wikidata | BW                                  |

### Roßhaupten
| Lage                     | Objekt   | Beschreibung | Akten-Nr.              | Bild |
| ------------------------ | -------- | --- | ---------------------- | ---- |
| Roßhaupten 15 (Standort) | Gasthaus | Ehemalige Hofmark: Hauptbau mit Blockbau-Obergeschoss und angebauter Hauskapelle, 18. Jahrhundert; mit Ausstattung | D-2-78-129-52 Wikidata | BW   |

### Schmidberg
| Lage              | Objekt     | Beschreibung    | Akten-Nr.              | Bild       |
| ----------------- | ---------- | --------------- | ---------------------- | ---------- |
| Buchet (Standort) | Wegkapelle | 19. Jahrhundert | D-2-78-129-53 Wikidata | Wegkapelle |

### Schuhchristleger
| Lage                          | Objekt                        | Beschreibung                                                 | Akten-Nr.              | Bild |
| ----------------------------- | ----------------------------- | ------------------------------------------------------------ | ---------------------- | ---- |
| Schuhchristleger 4 (Standort) | Traidkasten eines Einzelhofes | Obergeschoss-Blockbau mit Flachdach, Anfang 19. Jahrhundert. | D-2-78-129-54 Wikidata | BW   |

### Seign
| Lage                        | Objekt        | Beschreibung          | Akten-Nr.              | Bild          |
| --------------------------- | ------------- | --------------------- | ---------------------- | ------------- |
| Nähe Pfarrerberg (Standort) | Weilerkapelle | Ende 19. Jahrhundert. | D-2-78-129-55 Wikidata | Weilerkapelle |

### Semmersdorf
| Lage                       | Objekt                  | Beschreibung | Akten-Nr.              | Bild |
| -------------------------- | ----------------------- | --- | ---------------------- | ---- |
| Semmersdorf 2 (Standort)   | Waldlerhaus in Blockbau | mit verbrettertem Giebelschrot, Ende 17. Jahrhundert, unverändert; hierzu kleines Ausnahmshaus in Blockbau, Waldlertyp, 2. Hälfte 18. Jahrhundert | D-2-78-129-56 Wikidata | BW   |
| Semmersdorf 4 a (Standort) | Kleinbauernhaus         | mit Blockbau-Obergeschoss und mittelsteilem Dach, Mitte 19. Jahrhundert.                                                                          | D-2-78-129-57 Wikidata | BW   |

### Sollerwies
| Lage                    | Objekt     | Beschreibung                                                               | Akten-Nr.              | Bild |
| ----------------------- | ---------- | -------------------------------------------------------------------------- | ---------------------- | ---- |
| Sollerwies 3 (Standort) | Bauernhaus | Wohnteil mit Blockbauobergeschoss, 1. Hälfte 19. Jahrhundert, Dach später. | D-2-78-129-58 Wikidata | BW   |

### Stegberg
| Lage                  | Objekt    | Beschreibung                                                                 | Akten-Nr.              | Bild |
| --------------------- | --------- | ---------------------------------------------------------------------------- | ---------------------- | ---- |
| Stegberg 1 (Standort) | Einzelhof | Wohnstallhaus mit Blockbau-Obergeschoss, Mitte 19. Jahrhundert, Dach später. | D-2-78-129-27 Wikidata | BW   |

### Tempelhof
| Lage                   | Objekt                    | Beschreibung | Akten-Nr.              | Bild |
| ---------------------- | ------------------------- | --- | ---------------------- | ---- |
| Tempelhof 2 (Standort) | Stattliches Wohnstallhaus | Massivbau mit kleinen Fenstern, darüber Kniestock und Blockbau-Giebel mit Stangenschrot, rückwärts bemalte Holzteile und Jahreszahl (1812 oder 1828).                    | D-2-78-129-60 Wikidata | BW   |
| Tempelhof 4 (Standort) | Wohnstallhaus             | stattlicher, zweigeschossiger Blockbau mit kleinen Fenstern, Kernbau noch 17. Jahrhundert, Dachgeschoss 1. Hälfte 19. Jahrhundert; Blockbau-Traidkasten, 18. Jahrhundert | D-2-78-129-59 Wikidata | BW   |

### Unternebling
| Lage                      | Objekt                     | Beschreibung                                                                           | Akten-Nr.              | Bild |
| ------------------------- | -------------------------- | -------------------------------------------------------------------------------------- | ---------------------- | ---- |
| Unternebling 5 (Standort) | Ehemaliges Kleinbauernhaus | rückwärts ausgebaut, Obergeschoss-Blockbau mit Giebelschrot, 1. Hälfte 18. Jahrhundert | D-2-78-129-62 Wikidata | BW   |

### Vornwald
| Lage                  | Objekt     | Beschreibung                                                                                           | Akten-Nr.              | Bild |
| --------------------- | ---------- | --- | ---------------------- | ---- |
| Vornwald 1 (Standort) | Bauernhaus | stattlicher, zweigeschossiger Blockbau mit profilierten Bügen und umlaufendem Schrot, bezeichnet 1837. | D-2-78-129-63 Wikidata | BW   |

### Wahdorf
| Lage                      | Objekt                                  | Beschreibung | Akten-Nr.              | Bild |
| ------------------------- | --------------------------------------- | --- | ---------------------- | ---- |
| Wahdorf 1 (Standort)      | Kleinbauernhaus                         | zweigeschossiger Blockbau, 1. Hälfte 19. Jahrhundert | D-2-78-129-66 Wikidata | BW   |
| Wahdorf 2 (Standort)      | Wohnstallhaus mit Blockbau-Obergeschoss | zwei Giebelschroten und Traufschrot, um 1820/40; Ausnahmshaus mit Blockbau-Obergeschoss, 1. Hälfte 19. Jahrhundert, Dach später; zugehörig zu Dreiseithof. | D-2-78-129-67 Wikidata | BW   |
| Wahdorf 3, 3 a (Standort) | Kleinbauernhaus                         | zweigeschossiger Blockbau, Kern noch 17. Jahrhundert, Dach später.                                                                                         | D-2-78-129-65 Wikidata | BW   |

## Abgegangene Baudenkmäler
In diesem Abschnitt sind Objekte aufgeführt, die früher einmal in der Denkmalliste eingetragen waren, jetzt aber nicht mehr existieren, z. B. weil sie abgebrochen wurden. Aktennummern in diesem Abschnitt sind ehemalige, jetzt nicht mehr gültige Aktennummern.

| Lage                                 | Objekt        | Beschreibung                                             | Akten-Nr.              | Bild |
| ------------------------------------ | ------------- | -------------------------------------------------------- | ---------------------- | ---- |
| Obernebling Obernebling 3 (Standort) | Wohnstallhaus | Mit Blockbaugiebel erneuert, im Kern 18./19. Jahrhundert | D-2-78-129-40 Wikidata | BW   |